# Mourad Laachraoui
Mourad Laachraoui (ur. 31 marca 1995) – belgijski taekwondzista. Mistrz Europy z 2016 roku. Srebrny medalista Letniej Uniwersjady 2015.
Laachraoui w swojej karierze uczestniczył w mistrzostwach Europy w kategorii juniorów (1/16 finału w 2013 i 1/8 finału w 2014 – w obu przypadkach w kategorii do 54 kg) oraz młodzieżowców (1/8 finału w 2015 w kategorii do 51 kg). Dwukrotnie brał udział w seniorskich mistrzostwach świata (1/16 finału w 2013 i 1/4 finału w 2015 – w obu przypadkach w kategorii do 54 kg). W 2015 roku zdobył srebrny medal Letniej Uniwersjady 2015 w kategorii do 54 kg. Rok później w tej samej kategorii został mistrzem Europy seniorów.
Mourad Laachraoui jest młodszym bratem Najima Laachraouiego – zamachowca-samobójcy z zamachu terrorystycznego w Brukseli z marca 2016, współodpowiedzialnego także za wcześniejsze zamachy w Paryżu z listopada 2015.